# Введение во храм Пресвятой Богородицы
Введе́ние во храм Пресвято́й Богоро́дицы (греч. Εἴσοδος τῆς ῾Υπεραγίας Θεοτόκου ἐν τῷ Ναῷ, лат. Praesentatio S. Mariae in templo, церк.-слав. Вхо́дъ во хра́мъ прест҃ы́ѧ влⷣчцы на́шеѧ бцⷣы, и҆ приснодв҃ы мр҃і́и) — христианский праздник, установленный в VIII веке в память о том, что родители Богородицы Иоаким и Анна, исполняя обет посвятить своего ребёнка Богу, в трёхлетнем возрасте привели свою дочь Марию в Иерусалимский храм, где была введена первосвященником (по преданию, Захарией) во Святая святых. Дева Мария жила в храме или при храме до 12 лет или до 14 лет — до своего обручения с праведным Иосифом Обручником. Событие не упоминается в канонических Евангелиях и известно из более поздних апокрифов, произведений гомилетического и гимнографического характера.
В Православной церкви принадлежит к числу двунадесятых праздников, в Католической церкви имеет ранг «память» (memoria). Православные церкви, использующие юлианский календарь, в том числе Русская православная церковь, а также Украинская грекокатолическая церковь (в пределах Украины), старообрядцы и некоторые иные празднуют Введение 21 ноября (4 декабря). Католическая церковь и Православные церкви, использующие новоюлианский календарь, отмечают праздник 21 ноября по новому стилю; в Коптской церкви — 29 ноября по новому стилю.

## Описание события

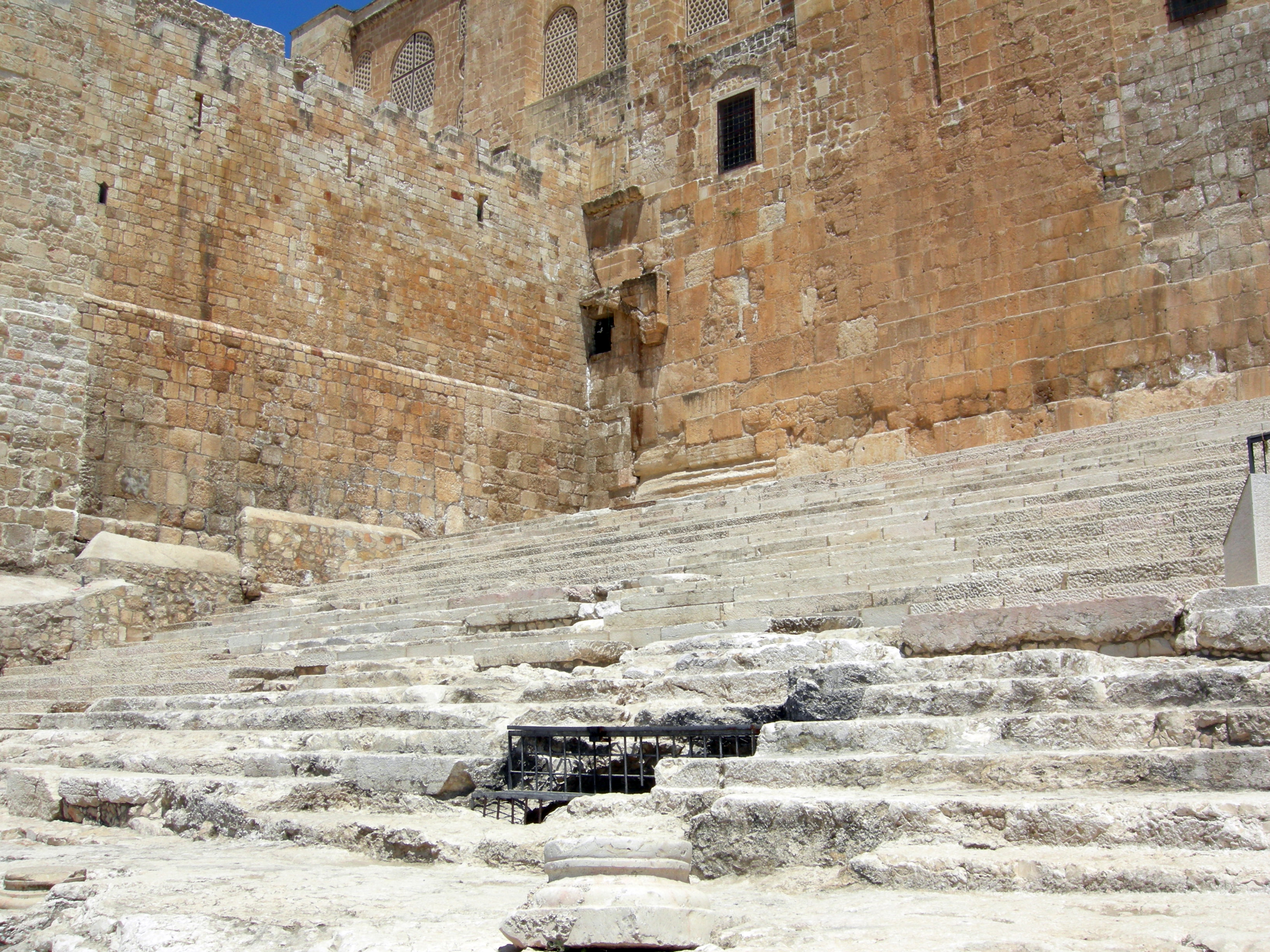
Древняя лестница, по которой молящиеся поднимались на Храмовую гору с юга. Она ведёт к Тройным воротам ворот Хульды, через которые был проход прямо на площадь перед Храмом. Ворота сейчас замурованы

О событиях, послуживших основой для праздника, сообщают апокрифы: греческое «Протоевангелие Иакова» (вторая половина II века) и латинское «Евангелие псевдо-Матфея» (конец VI—IX века). Данные источники отличаются в деталях.
Есть также более поздний рассказ о Введении, очень кратко пересказывающий Протоевангелие Иакова, в Минологии Василия II (конец X века) и в Синаксаре Константинопольской церкви (X век). Начиная с IX века появляется ряд сочинений христианских авторов, повествующих о данном событии. Это сочинения Георгия Никомидийского, Феофилакта Болгарского, сочинение неизвестного автора (в разных рукописях подписанное разными именами: Андрей Критский, Георгий Никомидийский, Евфимий патриарх Терновский), сочинение, подписанное именем Германа архиепископа Константинопольского, сочинение, подписанное именем Тарасия архиепископа Константинопольского, а также сочинение неизвестного автора, помещённое в Великий Синаксарь. Перечисленные сочинения были к середине XVI века не только переведены на славянский, но и собраны в одной книге. Они помещены митрополитом Макарием в Великие четьи-минеи. Кроме того, две омилии на Введение написал Григорий Палама, но эти сочинения переведены на русский язык в более позднее время.
Согласно данным источникам, когда перед зачатием Богородицы её матери святой Анне явился ангел с вестью о предстоящем рождении ею ребёнка, то она дала обет: «Если я рожу дитя мужского или женского пола, отдам его в дар Господу моему, и оно будет служить Ему всю свою жизнь».

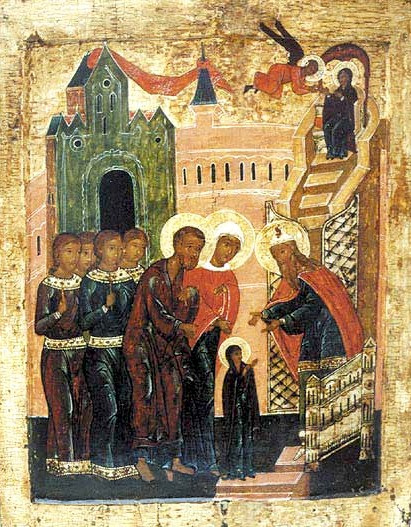
Введение во храм Пресвятой Богородицы (икона, XVI век)

Когда Пресвятой Деве исполнилось три года, родители решили выполнить своё обещание:

И вот исполнилось Ребёнку три года, и сказал Иоаким: Позовите непорочных дочерей иудейских, и пусть они возьмут светильники и будут стоять с зажжёнными [светильниками], чтобы Дитя не воротилось назад и чтобы полюбила Она в сердце своём храм Господень.

В Храме Марию встретил первосвященник (по преданию, это был Захария, будущий отец Иоанна Предтечи) со множеством священников. Родители поставили Марию на первую ступень лестницы, которая вела ко входу в Храм. Согласно «Евангелию Псевдо-Матфея»:

…когда Она была поставлена перед храмом Господа, Она поднялась бегом на пятнадцать ступеней, не оборачиваясь назад и не зовя родителей своих, как это обыкновенно делают дети. И все были исполнены удивления при виде этого, и священники храма были в изумлении.

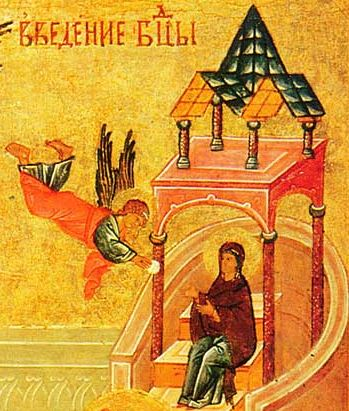
Ангел питает Марию в Храме (деталь иконы, XVI век)

Согласно преданию, возникшему в Константинопольской церкви, которое впервые фиксируется у Романа Сладкопевца в середине VI века, первосвященник, по внушению свыше, ввёл Деву Марию в Святая святых, куда из всех людей только раз в году входил первосвященник с очистительной жертвенной кровью. Богородица, согласно константинопольскому преданию, имела право всегда молиться в этом месте, когда жила при храме.
Согласно Протоевангелию Иакова, в Храме Мария находилась до 12 лет (согласно Евангелию Псевдо-Матфея — до 14 лет), когда по указанию ангела священник Захария устроил смотр женихов, на котором по чудесно расцветшему посоху в мужья Марии был выбран вдовец Иосиф.
События апокрифического Протоевангелия Иакова сохранили основные вышеописанные черты в византийской традиции, благодаря греческим православным историкам. В Греческой церкви был определён праздник под названием «Введение Богородицы» или «Введение Девы Марии в Храм».
Димитрий Ростовский в конце XVII века составил сочинение «Сказание о Входе во храм Пресвятой Богородицы и Приснодевы Марии», описывающее данное событие и поместил его в Жития святых. Согласно этому сочинению Мария жила в неком помещении здания, пристроенного к стене храма, вместе с девами; девицы более взрослые учили Марию рукоделию, и с ними она изучала Священное Писание; жизнь Марии была строго по расписанию: с раннего утра до 9 часов утра Мария молилась во Святая Святых; с 9 часов утра до 15 часов упражнялась в рукоделии или чтении книг; с 15 часов снова начинала свою молитву, и не прекращала её до тех пор, пока не являлся ей ангел, из рук которого она обыкновенно принимала пищу. Димитрий приводит также рассказ Григория Никомидийского о посещении Марии в Храме ангелом: «Она пребывала в общении с Ангелами. Это и Захария узнал; ибо когда он, по обычаю священническому, был в алтаре, то увидел, что кто-то необычайного вида, беседует с Девою и подаёт Ей пищу. Это был явившийся Ангел; и удивился Захария, размышляя в себе: что это за новое и необычайное явление?».
Иероним Стридонский, упоминая посещение Марии ангелом, однако указывает: «Если бы кто спросил меня: как проводила время юности Пресвятая Дева, я бы ответил ему: то известно Самому Богу и Архангелу Гавриилу, неотступному хранителю Её».

## Богословское толкование

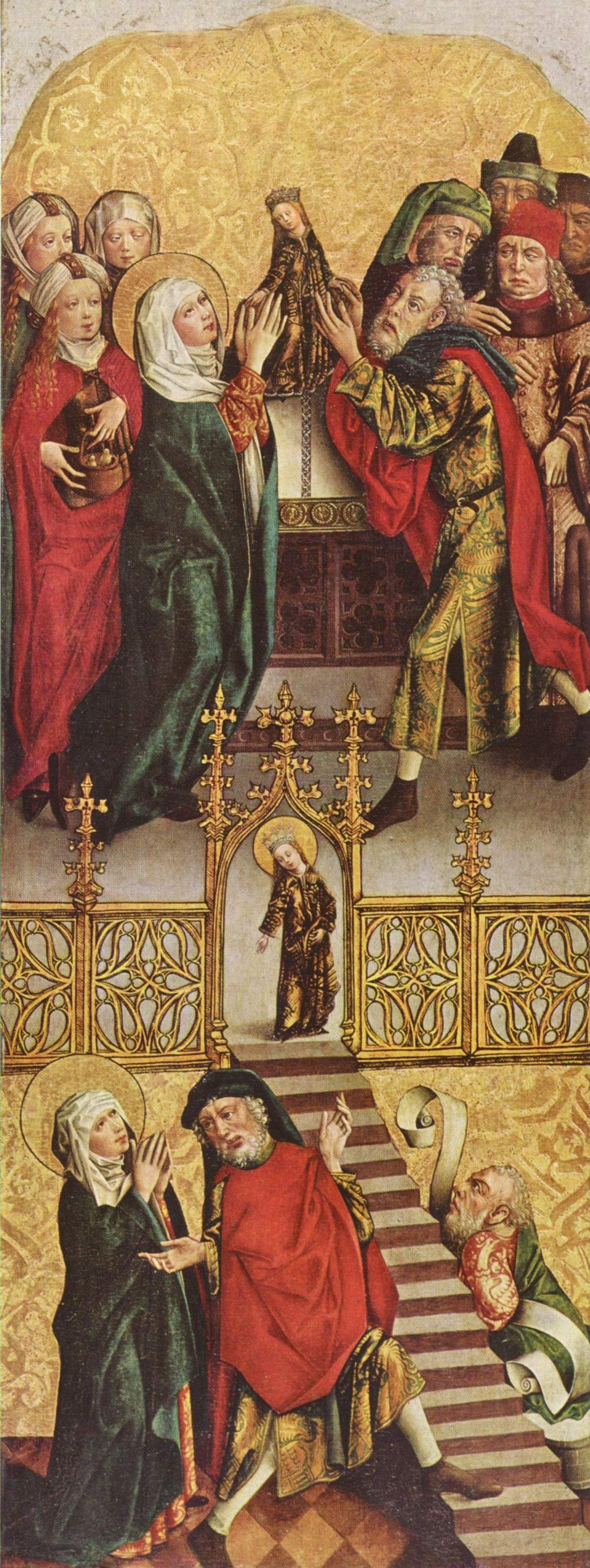
Введение Богородицы во храм (Мастер Алтаря Реглера, XV век)

Наиболее полно богословское толкование введения Богородицы во Храм дано у Григория Паламы в его Слове «На Введение во храм Пресвятой Богородицы». В нём святитель рассказывает историю праздника, приводит своё мнение о причинах избрания Богом Марии матерью Иисуса Христа, а в заключении объясняет причину введения её в Святая святых Иерусалимского храма:

…почему Избранная с начала века среди избранных оказалась Святою из святых. Имевшая Своё тело чище самих очищенных добродетелью духов, так что оно могло принять Само Ипостасное Слово Пребезначального Отца, — Приснодева Мария, как Сокровище Божие, по достоянию ныне помещена была во Святое святых, чтобы в надлежащее время, как и было, послужить к обогащению и к премирному украшению.

## Установление празднования
Введение во храм наиболее поздний двунадесятый праздник. Некоторые исследователи предполагают его появление с построением Юстинианом новой Богородичной церкви в Иерусалиме в 543 году. Но эта версия является лишь гипотезой, не имеющей никаких документальных подтверждений.
Первые документальные свидетельства появления праздника Введения это некоторые месяцесловы VIII века, в которых он обозначен. Существуют также две гомилии на этот праздник, приписанные патриарху Герману.

### Православная церковь
Праздник указан в некоторых месяцесловах VIII века, но краткое его описание свидетельствует об отсутствии особой торжественности его совершения. Первые гомилии, посвящённые этому празднику были приписаны константинопольскому патриарху Герману († 733 год), более поздние гомилии написаны патриархом Тарасием († 806 год).
Широкое распространение праздник получил только с IX века, стихиры на литии которого написаны Георгием Никомидийским, появляются и два канона праздника: Георгия Никомидийского и Василия Пагариота, архиепископа Кесарийского. Однако до XIV века не входил в число двунадесятых. Об этом свидетельствуют указания Феодора Продрома (XII век) и Никифора Каллиста (XIV век). При этом согласно студийским и иерусалимским Типиконам XI—XIV веков введение Богородицы во Храм отмечалось почти так же торжественно, как и прочие двунадесятые праздники. Но всё же даже в Типиконах XVII века ряд особенностей службы Введения показывают, что статус этого праздника несколько уступает статусу других двунадесятых праздников.
Христианские храмы, освящённые в честь этого праздника, именуются Введенскими. В частности, в Москве имеется Введенское кладбище.
|                                         | На греческом | На церковнославянском(транслитерация) | На русском |
| --------------------------------------- | --- | --- | --- |
| Тропарь праздника, глас 4 (Ἦχος δ')     | Σήμερον τῆς εὐδοκίας Θεοῦ τὸ προοίμιον, καὶ τῆς τῶν ἀνθρώπων σωτηρίας ἡ προκήρυξις· Ἐν Ναῷ τοῦ Θεοῦ τρανῶς ἡ Παρθένος δείκνυται, καὶ τὸν Χριστὸν τοῖς πᾶσι προκαταγγέλλεται. Αὐτῇ καὶ ἡμεῖς μεγαλοφώνως βοήσωμεν· Χαῖρε τῆς οἰκονομίας τοῦ Κτίστου ἡ ἐκπλήρωσις. | Днесь благово́ления Бо́жия предображе́ние и человеко́в спасе́ния пропове́дание в хра́ме Бо́жии я́сно Де́ва явля́ется и Христа́ всем предвозвеща́ет. Той и мы велегла́сно возопии́м: ра́дуйся, смотре́ния Зижди́телева исполне́ние.         | В сей день — предзнаменование Божия благоволения и спасения людей предвестие: в храме Божием Дева открыто является и Христа всем предвозвещает. Ей и мы громогласно воззовем: «Радуйся, предначертанного Создателем исполнение!»    |
| Кондак праздника, глас 4 (Ἦχος δ')      | Ὁ καθαρώτατος ναὸς τοῦ Σωτῆρος, ἡ πολυτίμητος παστὰς καὶ Παρθένος, τὸ ἱερὸν θησαύρισμα τῆς δόξης τοῦ Θεοῦ, σήμερον εἰσάγεται, ἐν τῷ οἴκῳ Κυρίου, τὴν χάριν συνεισάγουσα, τὴν ἐν Πνευματι Θείῳ· ἣν ἀνυμνοῦσιν Ἄγγελοι Θεοῦ· Αὕτη ὑπάρχει σκηνὴ ἐπουράνιος.        | Пречи́стый храм Спа́сов, многоце́нный черто́г и Де́ва, свяще́нное сокро́вище сла́вы Бо́жия, днесь вво́дится в дом Госпо́день, благода́ть совводя́щи, Я́же в Ду́се Боже́ственном, Ю́же воспева́ют А́нгели Бо́жии: Сия́ есть селе́ние Небе́сное. | Чистейший храм Спасителя, многоценный чертог и Дева, священное сокровище славы Божией, в сей день вводится в дом Господень, вводя благодать с Собою, ту, что в Духе Божественном. Её воспевает Ангелы Божии; Она — скиния Небесная. |
| Задостойник праздника, глас 4 (Ἦχος δ') | «Ὡς ἐμψύχῳ Θεοῦ κιβωτῷ, ψαυέτω μηδαμῶς χεὶρ ἀμυήτων, χείλη δὲ πιστῶν, τῇ Θεοτόκῳ ἀσιγήτως, φωνὴν τοῦ Ἀγγέλου ἀναμέλποντα, ἐν ἀγαλλιάσει βοάτω· Ὄντως ἀνωτέρα πάντων, ὑπάρχεις Παρθένε ἁγνή».                                                                     | Я́ко одуше́вленному Бо́жию киво́ту да ника́коже ко́снется рука́ скве́рных, устне́ же ве́рных Богоро́дице немо́лчно, глас А́нгела воспева́юще, с ра́достию да вопию́т: и́стинно вы́шши всех еси́, Де́во Чи́стая.                              | Пусть одушевленного Божия Ковчега отнюдь не касается рука непосвященных, но уста верных не умолкая, воспевая возглас Ангела, в радости Богородице да взывают: «Истинно выше всех Ты, Дева чистая!»                                  |

### Католическая церковь

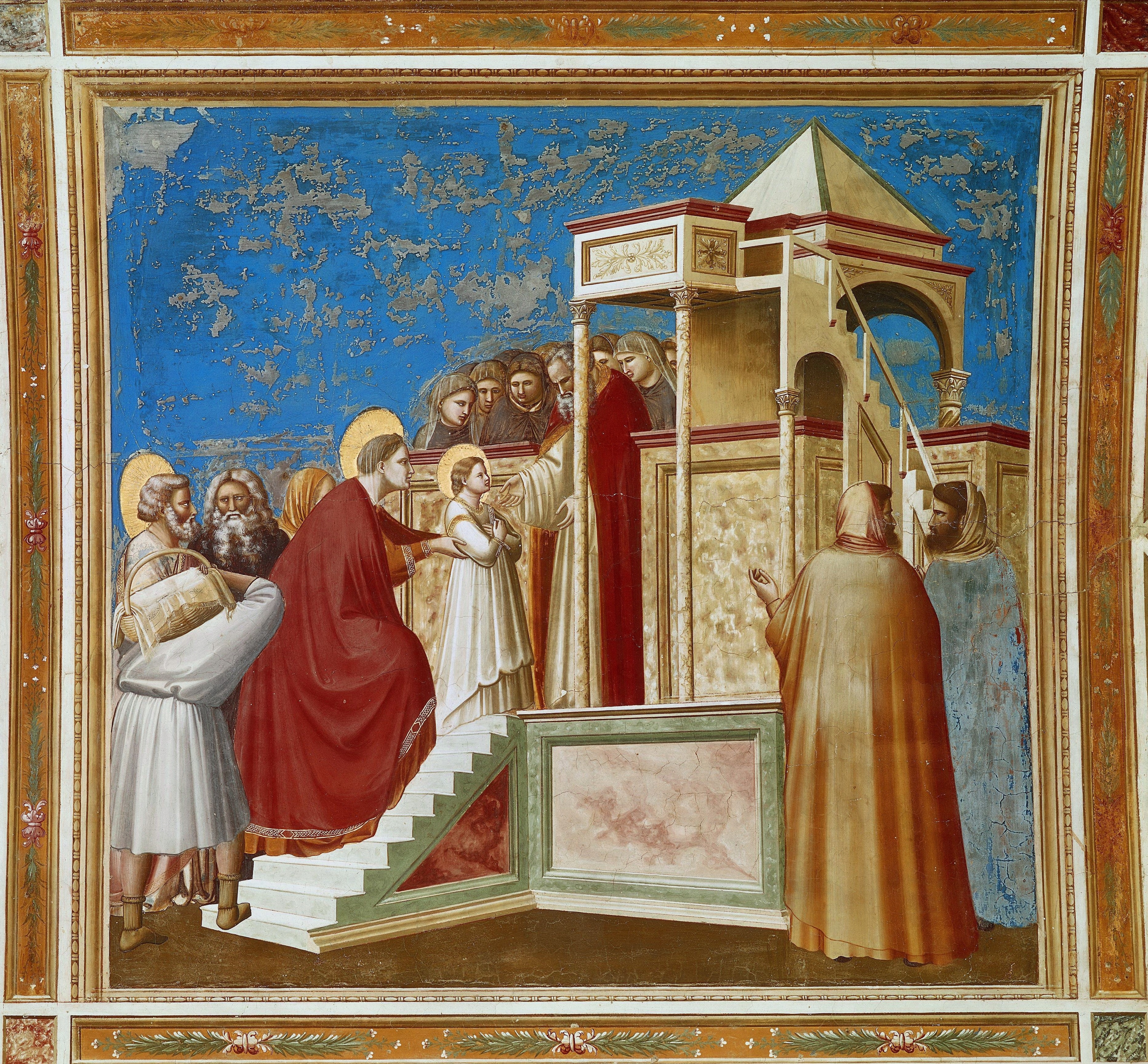
Введение во Храм (фреска Джотто, капелла Скровеньи)

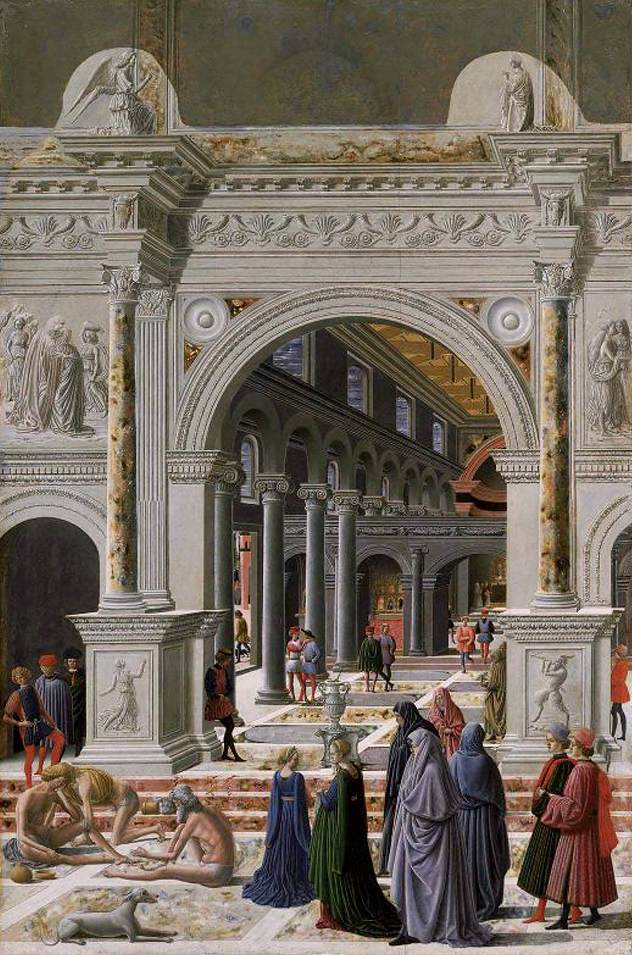
Картина Фра Карневале, 1467

На Западе праздник был известен с IX века в Сицилии, где проживало много православных греков. В XI веке, захватившие остров норманны, принесли этот праздник в Англию. Широкое распространение в Европе праздник Введения получил только во второй половине XIV века. В 1340 году в ответ на обращение Филиппа де Мезьера, канцлера иерусалимского короля, ввести этот праздник в Католической церкви по примеру греков папа Григорий XI разрешил совершение службы Введения только в качестве вотивной.
Во Франции праздник получил распространение в XV веке благодаря королю Карлу V, который в XIV веке повелел совершать службу Введения в своей придворной часовне в Париже. Сикст IV (понтифик в 1471—1484 годы) включил праздник Введения в Римский Бревиарий, Пий V (понтифик в 1566—1572 годы) удалил его из календаря. Второй раз в общий календарь Римско-католической церкви праздник Введения включил папа Сикст V 1 сентября 1585 года.

## Иконография
Центром композиции введения Богородицы во храм является фигура Марии, которая изображается значительно меньше других фигур, но при этом она одета в мафорий, являющийся традиционной одеждой замужних женщин. Рядом с Марией изображаются её родители, приведшие её в храм. За ними может изображаться процессия дев, сопровождавших Марию по дороге из Назарета в Иерусалим. В храме, символически изображаемом в виде кивория, Деву Марию встречает священник Захария. Трёхлетняя Мария обычно ведёт себя как маленькая рассудительная женщина — уверенно преодолевает 15 больших ступеней лестницы, не оборачиваясь назад и вызывая восхищённое изумление первосвященника, который радостно раскрывает ей объятья. Ступеней 15 — как и псалмов, которые называются восходящими, их произносили паломники, поднимающиеся в храм.
Также иногда изображается лестница, по которой трёхлетняя Мария входит во Святая святых. Дополнительно может присутствовать изображение Марии, питаемой ангелом в храме. На иконах данная композиция изображается отдельным клеймом.
В Ерминии Дионисия Фурноаграфиота приводятся следующие указания по написанию икон, посвящённых данному празднику:

В глубине храма в дверях с тремя ступенями стоит пророк Захария в иерейской одежде, протянув руки к пресвятой Марии, которая, будучи трёх лет, восходит по ступеням, протянув одну ручку к Захарии, а в другой держа свечу. Позади Неё Иоаким и Анна смотрят друг на друга и указывают на Неё, а подле них стоят девицы со свечами. В одной горнице храма под благолепною сению сидит Пресвятая и принимает хлеб от архангела Гавриила, который, подавая Ей эту снедь, благословляет Её.

## Примечание
1. ↑  Часть поместных православных церквей, включая Русскую, для литургических целей продолжают использовать юлианский календарь; в XX—XXI веках 21 ноября по юлианскому календарю соответствует 4 декабря по григорианскому.
2. ↑  Скабалланович, 1916, с. 110.
3. 1 2 3 4 5 6 7 8  Введение во храм Пресвятой Богородицы // Православная энциклопедия. — М., 2004. — Т. VII : Варшавская епархия — Веротерпимость. — С. 343-348. — 39 000 экз. — ISBN 5-89572-010-2.
4. ↑  Введение во храм Пресвятой Богородицы. Архивная копия от 13 мая 2014 на Wayback Machine // Православная Богословская Энциклопедия. Том 3.
5. 1 2 3  Θρησκευτική και Ηθική Εγκυκλοπαίδεια, Τ. 5. Διοκλητιανός-Ζώτος. — σελ. 451—456
6. ↑  Введение Пресвятой Богородицы во храм // Энциклопедический словарь Брокгауза и Ефрона : в 86 т. (82 т. и 4 доп.). — СПб., 1892. — Т. Va. — С. 671.
7. 1 2  Catholic Encyclopedia (1913). Feast of the Presentation of the Blessed Virgin Mary
8. 1 2  Пахачев, 2020, с. 126.
9. ↑  См. Старостильные церкви
10. ↑  Synaxarium ecclesiae Constantinopolitanae : e Codice Sirmondiano nunc Berolinensi; adiectis synaxariis selectis / opera et studio Hyppolyti Delehaye. Bruxellis, Apud Socios Bollandianos, 1902 // col. 243—244. Дата обращения: 21 октября 2016. Архивировано 21 октября 2016 года.
11. ↑  ΜΕΓΑΣ ΣΥΝΑΞΑΡΙΣΤΗΣ. Дата обращения: 6 декабря 2014. Архивировано 16 декабря 2014 года.
12. ↑  Пролог. Архивная копия от 8 октября 2014 на Wayback Machine
13. ↑  Святитель Григорий Палама Беседы (омилии). Дата обращения: 19 апреля 2022. Архивировано 19 апреля 2022 года.
14. ↑  Протоевангелие Иакова, 4:3. Дата обращения: 4 декабря 2018. Архивировано 5 декабря 2018 года.
15. ↑  Протоевангелие от Иакова, 7:5. Дата обращения: 4 декабря 2018. Архивировано 5 декабря 2018 года.
16. ↑  Введение Пресвятой Богородицы во храм. Архивная копия от 26 июня 2023 на Wayback Machine // Католическая энциклопедия — М. : Издательство францисканцев, 2002. — Т. I. — С. 869. — 1906 с.
17. ↑  Евангелие Псевдо-Матфея, IV. Дата обращения: 4 декабря 2018. Архивировано 5 декабря 2018 года.
18. ↑  Пахачев, 2022, с. 24—25.
19. ↑  Введение Пресвятой Богородицы во храм : [арх. 15 декабря 2022] / Поздеева И. В., Квливидзе Н. В. (иконография) // Большой Кавказ — Великий канал. — М. : Большая российская энциклопедия, 2006. — (Большая российская энциклопедия : [в 35 т.] / гл. ред. Ю. С. Осипов ; 2004—2017, т. 4). — ISBN 5-85270-333-8.
20. ↑  Введение Пресвятой Богородицы во храм // Энциклопедический словарь Брокгауза и Ефрона : в 86 т. (82 т. и 4 доп.). — СПб., 1890—1907.
21. ↑  Скабалланович М. Н. Введение во храм Пресвятой Богородицы. Событие введения во храм Пресвятой Девы. Дата обращения: 15 декабря 2022. Архивировано 15 декабря 2022 года.
22. ↑  Евангелие Псевдо-Матфея, VIII. Дата обращения: 10 декабря 2018. Архивировано 11 декабря 2018 года.
23. ↑  Протоевангелие от Иакова, 8:3 — 9.9. Дата обращения: 4 декабря 2018. Архивировано 5 декабря 2018 года.
24. 1 2  Жития святых Димитрия Ростовского, 1903—1916.
25. ↑  «Там первосвященник Захария отвел Пречистой Деве место для молитвы. Всем же прочим девам, живущим во храме, по свидетельству св. Кирилла Александрийского и св. Григория Нисского, отводилось место для молитвы между церковью и алтарем… Трехлетняя отроковица, Пречистая Дева Мария, как сказано, была отдана в помещение для девиц, при чём к Ней приставлены были девицы, по летам более взрослые и искусные в писании и рукоделии, чтобы Богоотроковица с младенчества научилась и писанию и рукоделию вместе.» (Димитрий Ростовский. «Сказание о Входе во храм Пресвятой Богородицы и Приснодевы Марии»)
26. ↑  В данном случае ошибка: Григорий Никомидийский не оставил сочинений; автор данного текста Георгий Никомидийский (см. PG 100 Λογος ϛ‘ col. 1429—1432. Архивная копия от 5 декабря 2018 на Wayback Machine)
27. ↑  Погребняк Н., прот. Введение во Храм Пресвятой Богородицы (Заметки по истории и иконографии праздника) // Московские епархиальные ведомости. 2002. — № 11-12.
28. ↑  Григорий Палама. Слово «На Введение во храм Пресвятой Богородицы»
29. ↑  PG. 98. col. 292—309, 309—320. Дата обращения: 2 октября 2017. Архивировано 6 декабря 2018 года.
30. ↑  PG. 98. col. 1431. Дата обращения: 2 октября 2017. Архивировано 6 декабря 2018 года.
31. ↑  Переводы Богослужебных книг Праздничная минея Введение во храм Пресвятой Богородицы. Дата обращения: 19 апреля 2022. Архивировано 19 апреля 2022 года.
32. ↑  Иконография праздника Введение во храм Пресвятой Богородицы
33. ↑  Ерминия Дионисия Фурноаграфиота. Дата обращения: 6 декабря 2008. Архивировано 19 апреля 2012 года.